# Asga Pensionskasse
Die Asga Pensionskasse mit Sitz in St. Gallen ist eine autonome Schweizer Pensionskasse für kleine und mittlere Unternehmen aus Gewerbe, Handel, Industrie und Dienstleistung.
Sie versichert als gemeinschaftliche Vorsorgeeinrichtung das Personal der ihr angeschlossenen Unternehmen im Rahmen der 2. Säule. Im Bereich der Personalvorsorge bietet das Unternehmen über die Asga Vorsorgestiftung überobligatorische Vorsorgelösungen an.
Die in der Rechtsform einer Genossenschaft organisierte Asga Pensionskasse wurde 1962 als Selbsthilfeorganisation des Gewerbes gegründet. Per Ende Dezember 2023 sind insgesamt 17'511 Unternehmen mit 161'420 Versicherten angeschlossen. Die Bilanzsumme beläuft sich auf über 26 Milliarden Schweizer Franken.
Die Asga bildet pro Jahr jeweils zwei Lernende im Beruf „Kauffrau/Kaufmann EFZ“ aus.

## Rechtsgrundlagen
Die gesetzlichen Grundlagen bilden das Bundesgesetz über die berufliche Alters-, Hinterlassenen- und Invalidenvorsorge, das Bundesgesetz über die Freizügigkeit in der beruflichen Alters-, Hinterlassenen- und Invalidenvorsorge sowie die dazugehörigen Verordnungen. Zu den Rechtsgrundlagen zählen zudem die Statuten der Asga Pensionskasse sowie das Kostenreglement.

## Organisation
Oberstes Organ der Asga Pensionskasse ist die Delegiertenversammlung der Genossenschafter. Diese setzt sich paritätisch aus je 50 Arbeitnehmer- und Arbeitgebervertretern zusammen. Die Leitung der Genossenschaft obliegt dem ebenfalls paritätisch zusammengesetzten, achtköpfigen Verwaltungsrat. Die operative Geschäftsführung wird von der Geschäftsleitung umgesetzt.

## Personen

### Verwaltungsrat
- Stefan Bodmer, Verwaltungsratspräsident
- Thomas de Courten, Nationalrat der SVP Kanton Basel-Landschaft
- David Ganz, VR-Präsident der Plättli Ganz Baumaterial Holding AG, CEO der Ganz Gruppe
- Thomas Kälin, Senior Relationship Manager, Candriam Switzerland
- Silvia Corchia, Vizedirektorin ATAG Wirtschaftsorganisationen AG
- Sonja Lendenmann-Meyer, Rechtsanwältin, ME Advocat AG
- Thomas Schoch, CEO und Inhaber, Schoch Vögtli AG
- Mirjam Voser, Leiterin Finanzen und Verlag, Schweizerischer Gewerbeverband

### Präsidenten
- seit 2016 Stefan Bodmer
- 2008–2016 Guido Sutter
- 1995–2008 Niklaus Sutter
- 1989–1995 Ernst Dobler
- 1962–1989 Paul Bürgi

### Geschäftsführer
- seit 2012 Sergio Bortolin
- 2002–2012 Marcel Berlinger
- 1969–2002 Ernst Reinhart

## Geschichte
Die Asga Pensionskasse wurde am 23. Februar 1962 im Rahmen einer Gründerversammlung im Hotel Walhalla in St. Gallen ins Leben gerufen. Unter der Bezeichnung „Asga Altersvorsorge der Gewerbe- und Detaillistenverbände St. Gallen-Appenzell“ konstituierte sie sich als Selbsthilfeorganisation mit dem Ziel, die Altersvorsorge des Gewerbes dauerhaft zu sichern. Zum ersten Präsidenten wurde Paul Bürgi gewählt, der dieses Amt bis 1989 über einen Zeitraum von 27 Jahren innehatte. Danach ernannte man ihn zum Ehrenpräsidenten.
Bereits am 25. Oktober 1967 bezog die Asga ihre ersten Büroräumlichkeiten im Gewerbehaus am Oberen Graben 12 in St. Gallen. Wenige Jahre später, am 21. Februar 1969, beschloss der Vorstand die organisatorische Trennung von der AHV-Kasse, wodurch die Asga eigenständig wurde. In diesem Zusammenhang übernahm Ernst Reinhart die Funktion des ersten Geschäftsführers. Noch im selben Jahr, am 6. Oktober 1969, wurde auf einer außerordentlichen Generalversammlung die Fusion mit der THURGA, Alters- und Hinterbliebenenvorsorge des Thurgauischen Gewerbes, beschlossen. Infolge dieser Vereinigung trat die Asga fortan unter dem Namen „ASGA Alters- und Hinterbliebenenvorsorge des ostschweizerischen Gewerbes (Pensionskasse)“ auf.
Eine umfassende Statutenrevision am 5. März 1982 führte zur Umbenennung in „ASGA Pensionskasse des Gewerbes“. Mit dem Inkrafttreten des Bundesgesetzes über die berufliche Alters-, Hinterlassenen- und Invalidenvorsorge (BVG) am 1. Januar 1985 wurden Arbeitgeber gesetzlich verpflichtet, alle Mitarbeitenden mit einem Jahreslohn ab CHF 16'560.– bei einer Pensionskasse anzumelden. Durch diese gesetzliche Neuerung verdoppelte sich die Zahl der Versicherten bei der Asga auf 15'200 Personen, verteilt auf 2'560 Mitgliedsbetriebe.
1989 erfolgte die Wahl von Ernst Dobler zum Verwaltungsratspräsidenten. Weitere strukturelle Veränderungen traten am 2. Mai 1995 ein, als die Delegiertenversammlung zum obersten Organ der Asga bestimmt wurde. Je 50 Arbeitgeber- und Arbeitnehmervertreter übernahmen fortan als Delegierte Mitverantwortung. In diesem Jahr wurde Niklaus Sutter zum neuen Verwaltungsratspräsidenten ernannt und trat damit die Nachfolge von Ernst Dobler an. Nach der Pensionierung von Ernst Reinhart im Jahr 2002 übernahm Marcel Berlinger die Geschäftsführung.
Im Rahmen der Delegiertenversammlung am 11. Mai 2004 beschloss die Asga eine weitere Statutenrevision. Der Name wurde in „ASGA Pensionskasse für KMU aus Gewerbe, Handel, Industrie und Dienstleistung“ geändert. Zudem übernahm ein neu geschaffener Verwaltungsrat die Leitung der Genossenschaft, womit Vorstand und Verwaltungsausschuss abgelöst wurden. Bereits am 1. November desselben Jahres bezog die Asga das neue Geschäftshaus an der Rosenbergstraße 16 in St. Gallen. Zu diesem Zeitpunkt beschäftigte die Pensionskasse 57 Mitarbeitende.
Am 24. April 2008 erfolgte der Rücktritt von Niklaus Sutter als Verwaltungsratspräsident; seine Nachfolge trat Guido Sutter an. Vier Jahre später, 2012, ging Marcel Berlinger in den Ruhestand und übergab die Geschäftsführung an Sergio Bortolin. Einen weiteren Meilenstein erreichte die Asga im Frühjahr 2014, als ihre Bilanzsumme erstmals die Marke von 10 Milliarden Franken überschritt.
Im Mai 2016 wählte man Stefan Bodmer zum neuen Verwaltungsratspräsidenten. Im selben Jahr stellte die Asga ihren 100. Mitarbeitenden ein. 2017 feierte die Genossenschaft ihr 55-jähriges Bestehen, und die Anzahl der Versicherten überstieg 100'000. Eine weitere Statutenanpassung wurde im Mai 2018 beschlossen, wobei auch der Name in „Asga Pensionskasse Genossenschaft“ geändert wurde. Im Mai 2019 bestätigte die Delegiertenversammlung Stefan Bodmer für eine weitere vierjährige Amtszeit als Verwaltungsratspräsident.